# Adenodictyna
Adenodictyna is een monotypisch geslacht van spinnen uit de  familie van de Dictynidae (kaardertjes).

## Soort
- Adenodictyna kudoae Ono, 2008